# Verwaltungsgeschichte Berlins
Die Verwaltungsgeschichte Berlins stellt die Verwaltungsgliederung Berlins bis zur Neugliederung zum 1. Januar 2001 zusammen.
Die heutige Struktur der Bezirke hat ihren Ursprung im Groß-Berlin-Gesetz vom 27. April 1920, als durch Zusammenschluss des damaligen Berlins mit sieben weiteren Städten, 59 Landgemeinden und 27 Gutsbezirken die Stadt Groß-Berlin mit damals 20 Bezirken geschaffen wurde. Diese Verwaltungsgliederung hat sich in ihren Grundzügen über alle historischen Wendungen hinweg erhalten. Die Rolle der Bezirksverwaltungen und ihr politisches Gewicht war jedoch in den wechselnden politischen Systemen, in der Weimarer Republik von 1920–1933, während der nationalsozialistischen Herrschaft 1933–1945, in der Vier-Sektoren-Stadt nach Kriegsende 1945, in der durch die Mauer geteilten Stadt von 1961–1989 und nun im wiedervereinigten Berlin als Hauptstadt ständigen Veränderungen unterworfen. Ebenso hat es immer eine kontroverse Debatte um einerseits eine Stärkung der bezirklichen Selbstverwaltung und andererseits eine stärkere Zentralisierung der Berliner Verwaltung gegeben.

## Vor 1920
Die Preußische Städteordnung im Rahmen der Stein-Hardenbergschen Reformen brachte zu Beginn des 19. Jahrhunderts einschneidende Neuerungen für die kommunale Verwaltungsstruktur von Berlin. Erstmals wurden Elemente einer bürgerlichen Selbstverwaltung eingeführt. Diese Städteordnung sah vor, größere Städte in Bezirke von mehreren Tausend Einwohnern zu gliedern. Jeder dieser Bezirke besaß einen ehrenamtlichen, unbesoldeten Bezirksvorsteher, einen Schiedsmann, sowie je eine Armen- und eine Waisenkommission. Die Vorsteher wurden nach dem preußischen Dreiklassenwahlrecht gewählt und waren in der Regel lokale Honoratioren. Berlin wurde zunächst in hundert Bezirke eingeteilt, deren Zahl sich im Laufe der Zeit durch das Wachstum der Stadt erhöhte. Die Bezirke waren zu Stadtteilen zusammengefasst, wobei es auf der Ebene der Stadtteile allerdings keine bedeutenden kommunalen Institutionen gab. 1920 gab es mehr als 450 Bezirke. Ihre Zahl wurde durch Groß-Berlin-Gesetz auf 20 verringert.
Entwicklung der Stadtgebietsfläche
| Zeitraum | Stadtteile | Fläche in ha                       | Fläche gesamt in ha |
| -------- | --- | ---------------------------------- | ------------------- |
| bis 1681 | 01. Alt-Berlin 02. Cölln b. Berlin 03. Friedrichswerder 04. Neucölln a. Wasser 05. Innere Dorotheenstadt                                                                           | 0077 0052 0026 0019 0043           | 00000217            |
| bis 1825 | 06. Friedrichstadt 07. Innere Luisenstadt 08. Innere Stralauer Vorstadt 09. Innere Königsstadt 10. Spandauer Vorstadt (5.) Erweiterte Dorotheenstadt                               | 0210 0379 0320 0085 0134 0055      | 00001400            |
| bis 1841 | 11. Friedrich-Wilhelm-Stadt 12. Oranienburger Vorstadt 13. Rosenthaler Vorstadt 14. Äußere Königsstadt 15. Äußere Stralauer Vorstadt 16. Friedrichsvorstadt 17. Äußere Luisenstadt | 0055 0321 0505 0665 0220 0154 0190 | 00003510            |
| bis 1861 | 18. Wedding u. Gesundbrunnen 19. Moabit 20. Tempelhofer Vorstadt 21. Schöneberger Vorstadt (5.) Äußere Dorotheenstadt                                                              | 1072 0600 0483 0185 0077           | 00005920            |
| bis 1915 | 22. Tiergartenviertel (14.) Zentralviehhof (18.) Jungfernheide | 0274 0132 0246                     | 00006572            |

## Das Groß-Berlin-Gesetz

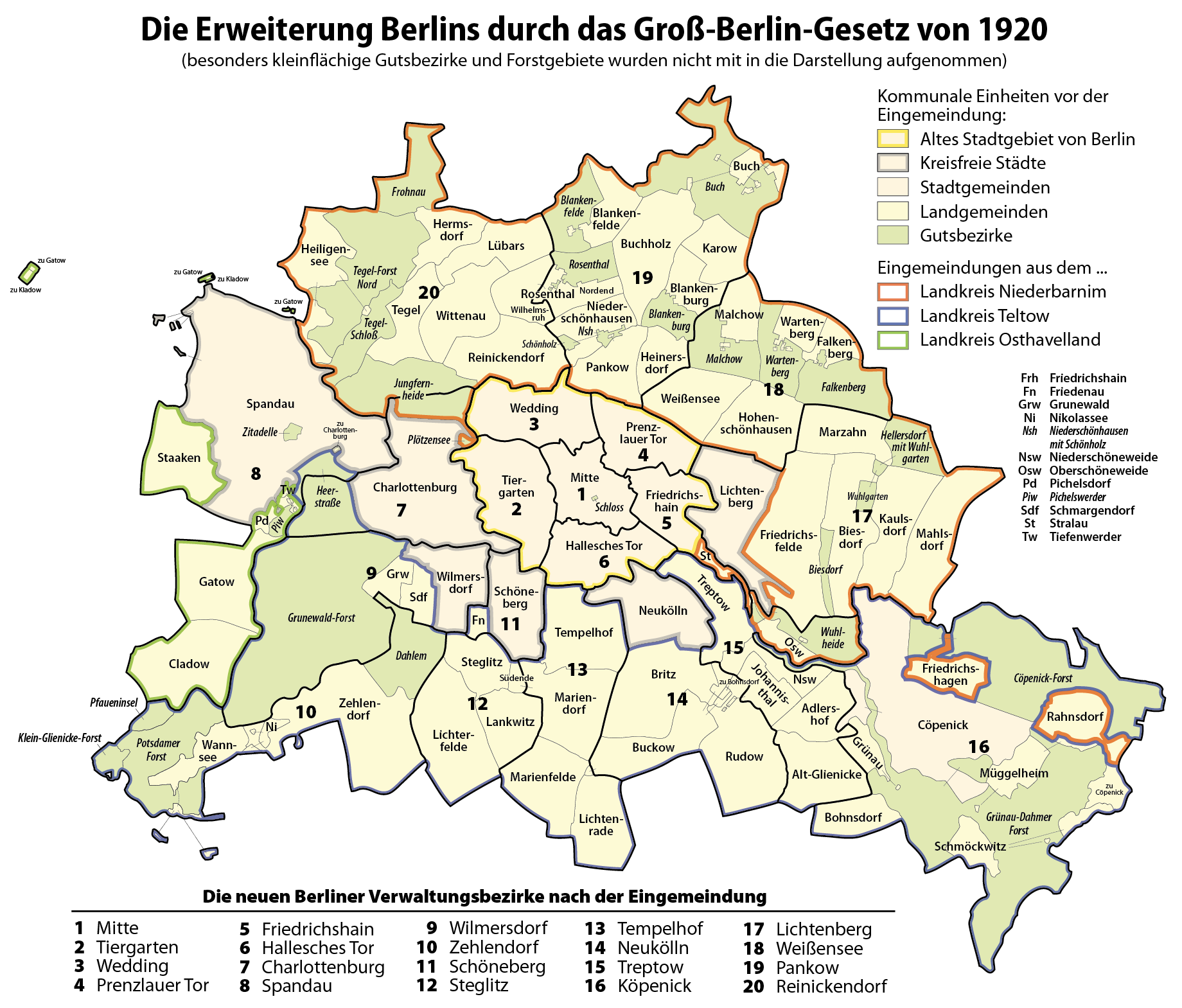
Groß-Berlin-Gesetz von 1920

Mit dem Groß-Berlin-Gesetz vom 27. April 1920 wurden mit Wirkung zum 1. Oktober 1920 20 Verwaltungsbezirke gebildet. Sie erhielten eine amtliche Schlüsselnummer, die vielfältig zur amtlichen und privaten Organisation verwendet wurde.
Bei der Bildung von Groß-Berlin durch das Groß-Berlin-Gesetz vom 27. April 1920 wurden sieben umliegende selbstständige Städte sowie 59 Landgemeinden und 27 Gutsbezirke aus den Landkreisen Niederbarnim, Teltow und Osthavelland in die Stadt Groß-Berlin eingemeindet. Mit dem Inkrafttreten des Gesetzes am 1. Oktober 1920 wurde das neue Stadtgebiet in zwanzig Verwaltungsbezirke (umgangssprachlich: „Bezirke“) eingeteilt. Das Alt-Berliner Stadtgebiet einschließlich des Gutsbezirks Schloß sowie der Landgemeinde Stralau wurde in sechs Bezirke geteilt (*). Weitere vierzehn Bezirke (**) entstanden aus Zusammenfassungen der eingemeindeten Städte, Landgemeinden und Gutsbezirke. Diese Bezirke erhielten ihren Namen von der gemessen an der Einwohnerzahl jeweils größten eingemeindeten Stadt oder Landgemeinde. Bis auf fünf der sechs Innenstadtbezirke und den Bezirk Charlottenburg wurden alle Bezirke amtlich in Ortsteile untergliedert, wobei die Ortsteile in den meisten Fällen den eingemeindeten Städten und Gemeinden entsprachen. Die Nummern 1 bis 6 erhielten die sechs ursprünglichen Bezirke (1 = Mitte), die Außenbezirke wurden gegen den Uhrzeigersinn von 7 (Charlottenburg) bis 20 (Reinickendorf) nummeriert:
- 0[1] Mitte *
- 0[2] Tiergarten *
- 0[3] Wedding *
- 0[4] Prenzlauer Berg (bis 1921 Prenzlauer Tor) *
- 0[5] Friedrichshain (von 1933 bis 1945 Horst-Wessel-Stadt) *
- 0[6] Kreuzberg (bis 1921 Hallesches Tor) *
- 0[7] Charlottenburg **
- 0[8] Spandau **
- 0[9] Wilmersdorf **
- [10] Zehlendorf **
- [11] Schöneberg **
- [12] Steglitz **
- [13] Tempelhof **
- [14] Neukölln **
- [15] Treptow **
- [16] Köpenick **
- [17] Lichtenberg **
- [18] Weißensee **
- [19] Pankow **
- [20] Reinickendorf **

## Berliner Gebietsreform 1938

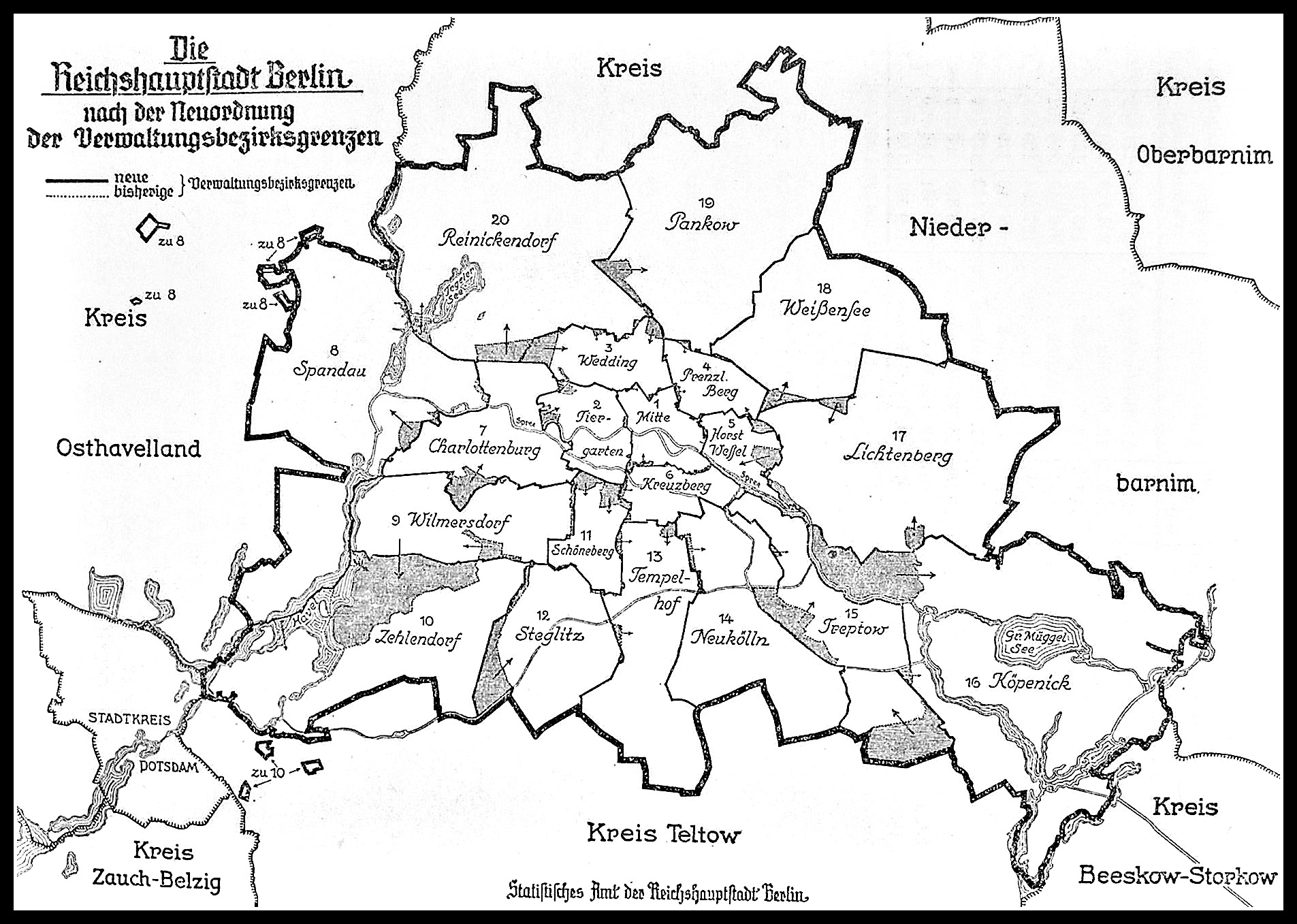
Grenzänderungen der Berliner Bezirke zum 1. April 1938

Mit Wirkung zum 1. April 1938 wurden zahlreiche Begradigungen der Bezirksgrenzen sowie einige größere Gebietsänderungen vorgenommen. Dabei kamen unter anderem
- die Siedlung Eichkamp vom Bezirk Wilmersdorf zum Bezirk Charlottenburg
- der westliche Teil von Ruhleben vom Bezirk Charlottenburg zum Bezirk Spandau
- der nördlich des Berlin-Spandauer Schifffahrtskanals gelegene Teil der Jungfernheide vom Bezirk Charlottenburg zu den Bezirken Reinickendorf und Wedding
- Martinikenfelde vom Bezirk Charlottenburg zum Bezirk Tiergarten
- das Gebiet um den Wittenbergplatz und den Nollendorfplatz vom Bezirk Charlottenburg zum Bezirk Schöneberg
- das Gebiet südlich der Kurfürstenstraße vom Bezirk Tiergarten zum Bezirk Schöneberg
- ein großer Teil des Grunewalds vom Bezirk Wilmersdorf zum Bezirk Zehlendorf
- ein Teil von Dahlem vom Bezirk Zehlendorf zum Bezirk Wilmersdorf
- der östliche Rand des Bezirks Zehlendorf (in Dahlem nur ein schmaler Streifen, sich in Richtung Süden verbreiternd bis hin zu einem größeren Gebiet im Südosten) zum Bezirk Steglitz
- Späthsfelde vom Bezirk Neukölln zum Bezirk Treptow
- Bohnsdorf vom Bezirk Köpenick zum Bezirk Treptow
- Oberschöneweide und die Wuhlheide vom Bezirk Treptow zum Bezirk Köpenick
- die westlich der Ringbahn gelegenen Gebiete von Boxhagen-Rummelsburg und Friedrichsberg vom Bezirk Lichtenberg zum Bezirk Friedrichshain, damals Horst-Wessel-Stadt.
- Wilhelmsruh vom Bezirk Reinickendorf zum Bezirk Pankow
- das Gebiet um die Wollankstraße westlich der Berliner Nordbahn vom Bezirk Pankow zum Bezirk Wedding.

Bereits in den Jahren 1928 und 1937 war es zu Verschiebungen zwischen Schöneberg und Tempelhof gekommen.
Unmittelbar nach Ende des Zweiten Weltkriegs machte die sowjetische Militärverwaltung aus heute unbekannten Gründen Friedenau zwischen dem 29. April und dem 30. Juni 1945 zum 21. Bezirk mit Willy Pölchen (KPD) als Bezirksbürgermeister; danach wurde Friedenau wieder wie vorher ein Ortsteil von Schöneberg. Entsprechend bestand in der Zeit das Amtsgericht Friedenau.

## Zeit der Teilung Berlins

Die Viersektorenstadt (nach 1986)

Die Verwaltungsbezirke waren Grundlage für die Aufteilung Berlins nach dem Zweiten Weltkrieg. Zur Abrundung des britischen Militärflugplatzes Gatow (Bezirk Spandau) wird der östlich des Glienicker Sees liegende Teil der Gemeinde Groß Glienicke an Gatow in West-Berlin angegliedert. Im Gegenzug kommt West-Staaken an die Sowjetische Besatzungszone.
Da die Verwaltungsbezirke die Statusrechte der Alliierten betrafen, wurde nur selten und in geringem Umfang etwas daran geändert. Insgesamt erfolgten zwei Tauschvereinbarungen mit der DDR:
1. Juni 1972 – unter anderem:
  - Gelände des ehemaligen Potsdamer Bahnhofs zwischen Linkstraße und Köthener Straße von Mitte (DDR) an Tiergarten.
  - Nuthewiesen (an die DDR)
  - Straßenanbindung für Steinstücken
2. 31. März 1988; zum 1. Juli 1988[5][6] – unter anderem:
  - Lenné-Dreieck von Mitte (DDR) an Tiergarten
  - Albrechts Teerofen (Streifen an Zehlendorf angeschlossen)
  - Erlengrund (an Spandau angeschlossen)
  - Fichtewiese (an Spandau angeschlossen)
  - Kieler Brücke  (an Wedding)
  - Kienhorst (an Spandau)
  - Laßzinswiesen (an die DDR)
  - „Lohmühlen-Zwickel“ (an Neukölln: Harzer Straße / Lohmühlenbrücke)
  - Freizeitpark Lübars: Mönchmühler Straße (an Reinickendorf)
  - ehemaliger Güterbahnhof Eberswalder Straße (Streifen Schwedter Straße an Prenzlauer Berg), dafür ein Streifen am Güterbahnhof Schönholz an Reinickendorf
  - Wüste Mark (an die DDR)

- 1991 kommt Staaken-West als Teil der ehemaligen DDR zurück zu Staaken-Ost in Berlin-Spandau.

Bereits auf der Konferenz von Jalta hatten die Alliierten vereinbart, Berlin in Sektoren aufzuteilen (später: Viersektorenstadt), die Sektorengrenzen orientierten sich an bestehenden Bezirksgrenzen. Obwohl Berlin nach dem Zweiten Weltkrieg zunächst dennoch gemeinsam verwaltet werden sollte, führten die nicht überbrückbaren Differenzen der Westalliierten und der Sowjetunion zu einer Teilung der Stadt. Mit zeitlicher Verzögerung entwickelten sich daraus die zwei getrennten Verwaltungen von Ost- und West-Berlin.
In Ost-Berlin trat 1952 an die Stelle der Bezeichnung „Bezirk“ der „Stadtbezirk“, um den Unterschied zu den gleichzeitig in der DDR geschaffenen „Bezirken“ deutlich zu machen.
Aufgrund der Errichtung großer Neubaugebiete im Osten der Stadt in den 1970er und 1980er Jahren wurden in Ost-Berlin über die durch das Groß-Berlin-Gesetz von 1920 festgelegte Zahl von 20 Bezirken hinaus drei neue geschaffen: Marzahn (1979 aus den Lichtenberger Ortsteilen Marzahn, Biesdorf, Kaulsdorf, Hellersdorf und Mahlsdorf), Hohenschönhausen (1985 aus Teilen Weißensees) und Hellersdorf (1986 aus Teilen Marzahns). Um die Eigenständigkeit und angemessene Größe von Weißensee als Bezirk zu erhalten, wurden bei der Abgliederung von Hohenschönhausen die Pankower Ortsteile (Heinersdorf, Blankenburg und Karow) zu Weißensee gegliedert.

### Ost-Berlin
- [V] Stadtbezirk Friedrichshain

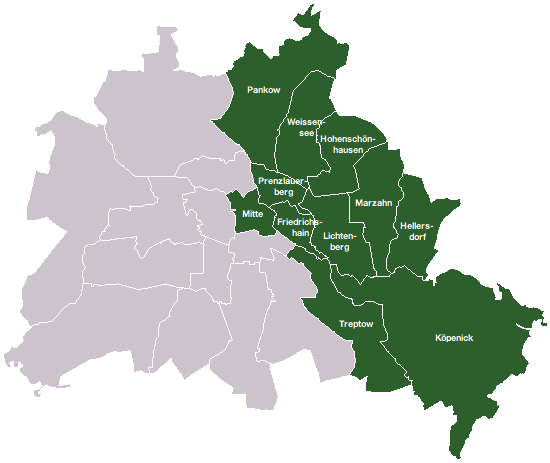
Ost-Berliner Stadtbezirke

- [XXIII] Stadtbezirk Hellersdorf (ab 1986)
- [XXII] Stadtbezirk Hohenschönhausen (ab 1985)
- [XVI] Stadtbezirk Köpenick
- [XVII] Stadtbezirk Lichtenberg
- [XXI] Stadtbezirk Marzahn (ab 1979)
- [I] Stadtbezirk Mitte
- [XIX] Stadtbezirk Pankow
- [IV] Stadtbezirk Prenzlauer Berg
- [XV] Stadtbezirk Treptow
- [XVIII] Stadtbezirk Weißensee

### West-Berlin
- [VII] Bezirk Charlottenburg
- [VI] Bezirk Kreuzberg
- [XIV] Bezirk Neukölln
- [XX] Bezirk Reinickendorf
- [XI] Bezirk Schöneberg
- [VIII] Bezirk Spandau
- [XII] Bezirk Steglitz
- [XIII] Bezirk Tempelhof
- [II] Bezirk Tiergarten
- [III] Bezirk Wedding
- [IX] Bezirk Wilmersdorf
- [X] Bezirk Zehlendorf

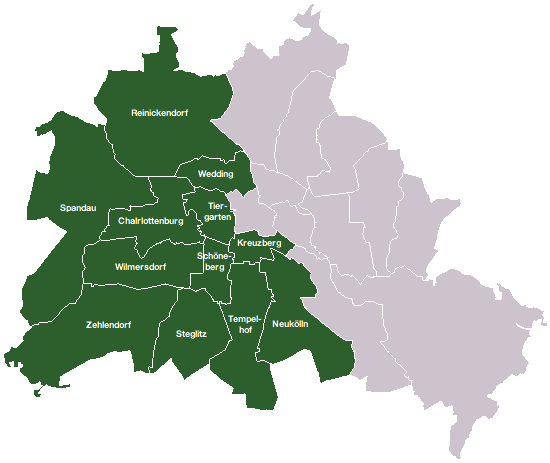
West-Berliner Bezirke

(in eckigen Klammern die Ordnungsnummern)
Die Abgrenzung von 1920 blieb im Wesentlichen lange Zeit erhalten; lediglich zum 1. April 1938 wurden eine Reihe von Bezirksgrenzen durch Reichsgesetz angepasst:
- Der südliche Grunewald kommt von Wilmersdorf zu Zehlendorf.
- Die Siedlung Eichkamp kommt von Wilmersdorf an Charlottenburg.
- Das Wohn- und Geschäftsviertel um den Wittenbergplatz kommt von Charlottenburg an Schöneberg.
- Der nördliche Teil der Jungfernheide kommt von Charlottenburg an Wedding und Reinickendorf.
- Der Ortsteil Oberschöneweide und die Wuhlheide kommen von Treptow an Köpenick.
- Der Ortsteil Bohnsdorf kommt von Köpenick an Treptow.
- Der Ortsteil Wilhelmsruh kommt von Reinickendorf an Pankow.

Hinzu kommen kleinere Begradigungen. Insgesamt sind 7,2 % des Stadtgebiets oder 6.369 Hektar betroffen.
Die Bezirksgrenzen lagen ursprünglich oft in der Mitte von Straßen oder Häuserblocks entsprechend den historischen Gemeindegrenzen. Dies erwies sich bei Tiefbauarbeiten, Straßenreparaturen und privaten Bauvorhaben als problematisch, da zwei Bezirke für die Abwicklung derselben Maßnahme zuständig waren. Durch „Gebietsaustausch“ wurde dies vielfach behoben; angestrebt wird seit langem, dass die Bezirksgrenzen mit der Grenze zwischen öffentlichem Straßenland und Privatgrundstück zusammenfallen.

In der  DDR trugen die Verwaltungsbezirke die Bezeichnung „Stadtbezirk“. 1979 begann die DDR, weitere Stadtbezirke 21–23 einzuteilen, um Neubaugebiete angemessen zu repräsentieren. Dabei wurden jeweils wenig besiedelte Flächen der Aufteilung von 1920 neu zugeordnet.
- Am 30. März 1979 wird Marzahn als 21. Stadtbezirk eingerichtet.
- 1985 wird der Stadtbezirk Hohenschönhausen gebildet. Pankow gibt die Ortsteile Blankenburg, Heinersdorf und Karow an den Bezirk Weißensee ab.
- 1986 wird ein neuer Stadtbezirk Hellersdorf gegründet.

### Nach der Wiedervereinigung

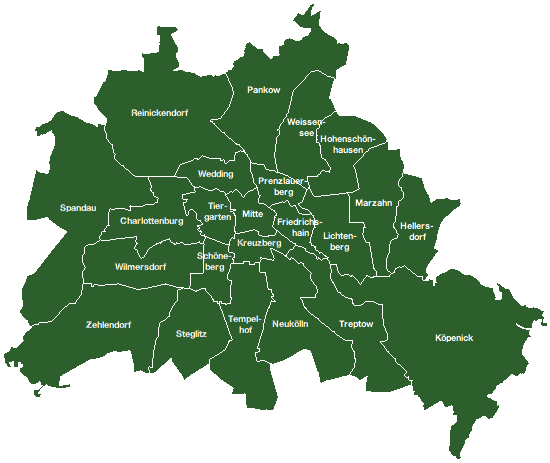
Aufteilung zwischen Wiedervereinigung und Reorganisation

Die zwölf Bezirke Berlins

Nach der Wiedervereinigung Deutschlands und Berlins im Jahr 1990 wurden alle Bezirke zunächst unverändert weitergeführt und wieder durchgängig Bezirk genannt. Bis 2000 hatten die jetzt 23 Bezirke sehr unterschiedliche Größen und Einwohnerzahlen. Im Rahmen der Verwaltungsreform entstanden 2001 durch Zusammenlegungen von Bezirken zwölf neue Bezirke, die – ähnlich der Zählweise nach dem Groß-Berlin-Gesetz (siehe oben) – durch einen sogenannten Bezirksschlüssel nummeriert wurden. Meist wurden zwei vorher eigenständige Bezirke zu einem neuen Bezirk zusammengeschlossen, nur die Bezirke Neukölln, Reinickendorf und Spandau blieben unverändert. Die  neu gegliederten Bezirke Pankow und Mitte entstanden aus jeweils drei vorherigen Bezirken. In den Bezirken Friedrichshain-Kreuzberg und Mitte wurden jeweils Bezirke des ehemaligen Ost- und Westberlins zu neuen Bezirken fusioniert.
Lange währte in manchen Bezirken der Streit um die Namensgebung der neuen Verwaltungsbezirke und ihre Bezirkswappen. Viele Namen öffentlicher Einrichtungen beziehen sich noch auf die Altbezirke. So befinden sich das Amtsgericht Tiergarten, das Stadtbad Tiergarten und das Amtsgericht Wedding im neufusionierten Bezirk Mitte, und zwar in den Ortsteilen Moabit und Gesundbrunnen. Auch die Verkehrsbeschilderung orientiert sich oft noch an den älteren, kleinteiligeren Bezirksnamen.

## Bezirksreform
Mit Wirkung zum 1. Januar 2001 wurden die Bezirke durch eine Verwaltungsreform zu zwölf „Fusionsbezirken“ zusammengefasst, wobei drei Bezirke in ihrer Gestalt erhalten blieben.
| Nr. | Name (1920–2000) | All. | Darstellung im Artikel | Fusionsbezirk 2001         | Anmerkungen                                                |
| --- | ---------------- | ---- | ---------------------- | -------------------------- | ---------------------------------------------------------- |
| 1   | Mitte            | sowj | Mitte                  | Mitte                      |                                                            |
| 2   | Tiergarten       | brit | Tiergarten             | Mitte                      |                                                            |
| 3   | Wedding          | frz  | Wedding                | Mitte                      |                                                            |
| 4   | Prenzlauer Berg  | sowj | Prenzlauer Berg        | Pankow                     | bis 1921 „Prenzlauer Tor“                                  |
| 5   | Friedrichshain   | sowj | Friedrichshain         | Friedrichshain-Kreuzberg   | 1933–1945 „Horst-Wessel-Stadt“, auch „Bezirk Horst Wessel“ |
| 6   | Kreuzberg        | am   | Kreuzberg              | Friedrichshain-Kreuzberg   | bis 1921 „Hallesches Tor“                                  |
| 7   | Charlottenburg   | brit | Charlottenburg         | Charlottenburg-Wilmersdorf |                                                            |
| 8   | Spandau          | brit | Spandau                | –                          |                                                            |
| 9   | Wilmersdorf      | brit | Wilmersdorf            | Charlottenburg-Wilmersdorf |                                                            |
| 10  | Zehlendorf       | am   | Zehlendorf             | Steglitz-Zehlendorf        |                                                            |
| 11  | Schöneberg       | am   | Schöneberg             | Tempelhof-Schöneberg       |                                                            |
| 12  | Steglitz         | am   | Steglitz               | Steglitz-Zehlendorf        |                                                            |
| 13  | Tempelhof        | am   | Tempelhof              | Tempelhof-Schöneberg       |                                                            |
| 14  | Neukölln         | am   | Neukölln               | –                          |                                                            |
| 15  | Treptow          | sowj | Treptow                | Treptow-Köpenick           |                                                            |
| 16  | Köpenick         | sowj | Köpenick               | Treptow-Köpenick           |                                                            |
| 17  | Lichtenberg      | sowj | Lichtenberg            | Lichtenberg                |                                                            |
| 18  | Weißensee        | sowj | Weißensee              | Pankow                     |                                                            |
| 19  | Pankow           | sowj | Pankow                 | Pankow                     |                                                            |
| 20  | Reinickendorf    | frz  | Reinickendorf          | –                          |                                                            |
| 21  | Marzahn          | sowj | Marzahn                | Marzahn-Hellersdorf        | seit 1979                                                  |
| 22  | Hohenschönhausen | sowj | Hohenschönhausen       | Lichtenberg                | seit 1985                                                  |
| 23  | Hellersdorf      | sowj | Hellersdorf            | Marzahn-Hellersdorf        | seit 1986                                                  |